# Produttore artistico
Viene definito produttore artistico in campo discografico colui che segue e dirige l'intera realizzazione di un album (o di un singolo) curandone diversi aspetti. Innanzitutto il produttore artistico decide, solitamente insieme all'interprete, una linea artistica da seguire, di conseguenza si assume la responsabilità della scelta sugli arrangiamenti, sugli strumenti utilizzati nei vari brani, su eventuali partecipazioni di altri interpreti. Inoltre il produttore artistico coordina le sessioni di lavoro in studio, solitamente sceglie e fornisce i musicisti necessari alle registrazioni, ed è il referente per ogni tipo di operazione necessaria al completamento del lavoro. Il produttore artistico si occupa soprattutto di curare nel modo giusto la produzione dei brani o del disco, e l'aspetto comunicativo sonoro e autorale, in funzione del target a cui il prodotto musicale vuole rivolgersi.
Il produttore artistico può essere una singola persona oppure un team di lavoro formato da un gruppo di persone piuttosto che dal vero e proprio produttore più l'artista che interpreta i brani.
Questo lavoro è retribuito economicamente sia per mezzo economico che con royalties e/o edizioni. 
Si differenzia quindi sostanzialmente dal produttore esecutivo, cioè colui che finanza l'operazione, che è una figura generalmente interpretata dalle case discografiche o dagli editori musicali (che possono essere definiti nell'operazione artistica appunto produttori discografici) per il fatto che il produttore artistico non impiega risorse proprie.

## In Italia
Famosi produttori artistici in Italia sono quelli usciti dalla scuola dell'RCA Italiana negli anni a cavallo tra i '60 e i '90: Lilli Greco (Francesco De Gregori, Paolo Conte, Patty Pravo), Antonio Coggio (Claudio Baglioni, Mariella Nava), Nanni Ricordi (Gino Paoli, Endrigo, Jannacci), tanto per citarne alcuni.